# Droga nr 784 (Izrael)
Droga regionalna nr 784 (hebr. כביש 784) – droga regionalna położona w Dolnej Galilei, na północy Izraela. Biegnie ona z Doliny Jezreel do miasta Karmiel.

## Przebieg
Droga nr 784 przebiega przez Poddystrykt Jezreel i Poddystrykt Akka w Dystrykcie Północnym Izraela. Biegnie południkowo z południa na północ, z Doliny Bejt Netofa przez góry Jatwat, krawędzią Doliny Sachnin do miasta Karmiel w Dolinie Bet ha-Kerem. Spełnia ona w ten sposób funkcję łącznika Doliny Jezreel z rejonem miasta Karmiel.

### Dolina Bejt Netofa
Swój początek bierze w południowo-zachodnim skraju Doliny Bejt Netofa. Rozpoczyna się na skrzyżowaniu Jiftachel z drogą ekspresową nr 79, którą jadąc na północny zachód dojeżdża się do miejscowości Bir al-Maksur, lub na południe do węzła drogowego ha-Movil z drogą ekspresową nr 77. Droga nr 784 kieruje się stąd na północ, prowadząc wśród niewielkich zagajników wzdłuż zachodniej krawędzi Doliny Bejt Netofa. Mija po stronie zachodniej zbiornik retencyjny Eszkol (wchodzący w skład krajowego systemu wodnego Mekorot) i dociera do drogi prowadzącej do położonego na zachodzie kibucu Channaton. Następnie mija położone na wschodzie wzgórze Tel Channaton (196 m n.p.m.) i po niecałych 3 km dociera do miejscowości Kefar Maneda.

### Har Jatwat
Przy wyjeździe z Kefar Maneda droga wykręca na zachód i u podnóża góry Har Acmon (547 m n.p.m.) łagodnie wjeżdża na wzniesienie o wysokości 200 m n.p.m. Jest to zachodni skraj Gór Jatwat. Droga zjeżdża tutaj do wadi strumienia Evlajim, gdzie jest położona beduińska wioska Dumajda. Droga na tym odcinku kilka razy wykręca ostrymi niebezpiecznymi zakrętami i kierując się na północ wznosi się na wysokość 280 m n.p.m., gdzie dociera do skrzyżowania z prowadzącą na zachód drogą nr 781 (można zjechać do miejscowości I’billin). Kawałek dalej jest zjazd do położonej na wschodzie wioski komunalnej Moreszet. Droga dalej się wznosi na wysokość 320 m n.p.m., wykręca na wschód i dociera do zjazdu do położonej na południu miejscowości Kaukab Abu al-Hidża. W tej okolicy droga osiąga maksymalną wysokość około 380 m n.p.m. i dociera do skrzyżowania z prowadzącą na północny zachód drogą nr 7933 do wiosek komunalnych Koranit, Szechanija i Manof. Pół kilometra dalej jest skrzyżowanie z drogą nr 7955, która prowadzi na wschód do moszawu Jodfat. Następnie droga zjeżdża serpentynami do wadi strumienia Sefev, w kierunku zachodniej części Doliny Sachnin.

### Dolina Sachnin
W zachodnim krańcu Doliny Sachnin droga mija położoną po stronie wschodniej bazę wojskową Jodfat i dociera do zjazdu na drogę nr 7963 do położonej po stronie zachodniej wioski komunalnej Rakefet. Około 100 metrów dalej jest skrzyżowanie Misgaw z drogą nr 805, która prowadzi na północny zachód do wioski komunalnej Segew. Droga nr 784 wykręca tutaj na wschód i przez 1 km biegnie razem z drogą nr 805, po czym wykręca na północ. Droga nr 805 prowadzi dalej na wschód do miasta Sachnin. Pół kilometra dalej mija się położoną po stronie wschodniej strefę przemysłową Misgaw i zjazd do wioski komunalnej Juwalim. Droga zjeżdża dalej wadi strumienia Avid do położonego poniżej wadi strumienia Hilazon, gdzie jest zjazd do wioski komunalnej Szoraszim. Wykręca się tutaj łagodnie na północny wschód i zjeżdża do Doliny Bet ha-Kerem do miasta Karmiel.

### Dolina Bet ha-Kerem
Droga kończy swój bieg przy mieście Karmiel, na skrzyżowaniu z drogą ekspresową nr 85, którą jadąc na wschód dojeżdża się do parku przemysłowego Karmiel i miejscowości Nachf, lub na zachód do miejscowości Madżd al-Krum i Bina.